# Brachyglossula stolorum
Brachyglossula stolorum is een vliesvleugelig insect uit de familie Colletidae. De wetenschappelijke naam van de soort is voor het eerst geldig gepubliceerd in 1999 door Trucco Aleman.